# Savinja

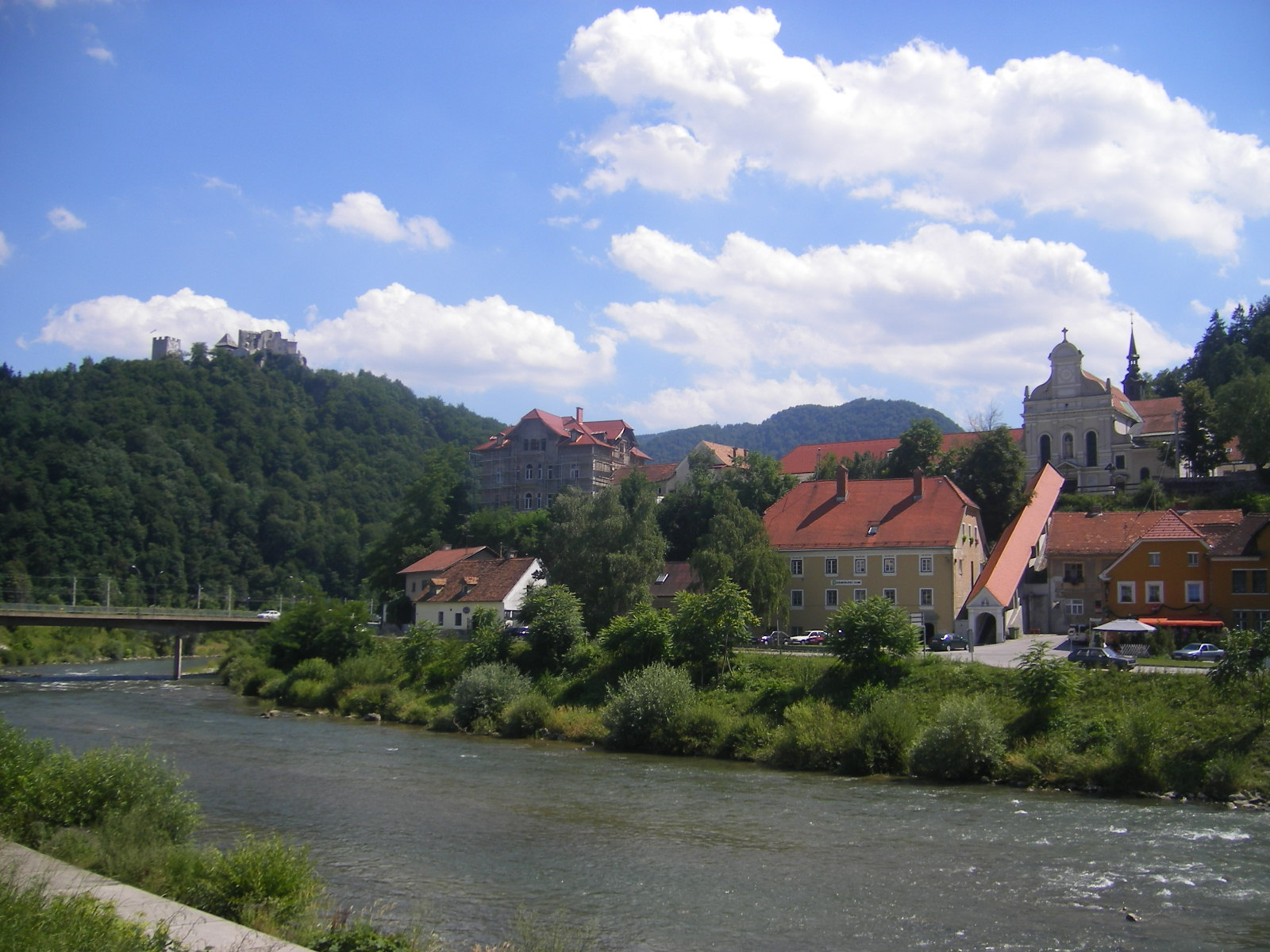
Savina vid Celje.

Savinja (tyska: Sann) är en flod i nordöstra  Slovenien. Den är 120 kilometer lång och rinner ut i floden Sava vid Zidani Most.
Savinja har sin källa i Kamnik-Savinjaalperna nära gränsen till Österrike och rinner genom städerna Celje och Laško. Det 90 meter höga vattenfallet Rinka Falls är början på bäcken Jazera som senare blir till Savinja.